# Беатрис III (графиня Бигорра)
Стефания де Марсан (де Бигор) (фр. Stéphanie de Marsan или de Bigorre, Béatrix III de Bigorre; ок. 1160—1199/1216) — виконтесса де Марсан и графиня Бигора в 1178—1194 под именем Беатриса III. Дочь (единственный ребёнок) Сантюля III де Бигор и Матель де Бо.
В подростковом возрасте была выдана замуж за Пьера, виконта Дакса, но тот вскоре умер.
Чтобы прекратить соперничество между Бигором и Комменжем, отец обручил Стефанию-Беатрису с графом Бернаром IV де Комменж. Свадьба состоялась в 1180 году.
Бернар IV объявил себя графом Бигора и виконтом Марсана, и перешёл под сюзеренитет Альфонса II — короля Арагона и графа Барселоны, отказавшись от оммажа, принесённого графу Тулузы Раймонду V.
В 1192 году Бернар IV объявил о расторжении брака с Беатрисой (на основании родства), сохранив за собой управление её землями.
Но вмешался Альфонс II Арагонский: он заставил Бернара IV отказаться от Бигора в пользу дочери, Петронеллы, которую он выдал замуж за Гастона VI де Беарн — одного из своих вассалов.